# Ignino
Ignino (ros. Игнино) – osiedle w Rosji, w obwodzie irkuckim, w rejonie kujtuńskim. W 2010 liczyło 563 mieszkańców.